# مستشفى الملكة إليزابيث برمنغهام
مستشفى الملكة إليزابيث برمنغهام (بالإنجليزية: Queen Elizabeth Hospital Birmingham)‏ هو مستشفى تابع لهيئة الخدمات الصحية الوطنية البريطاني، ويقع في برمنغهام في إنجلترا. افتتح مبنى المستشفى الجديد في يونيو 2010، وقد كلف 545 مليون £، وحَلَ مكان المستشفى القديم الموجود بجواره.

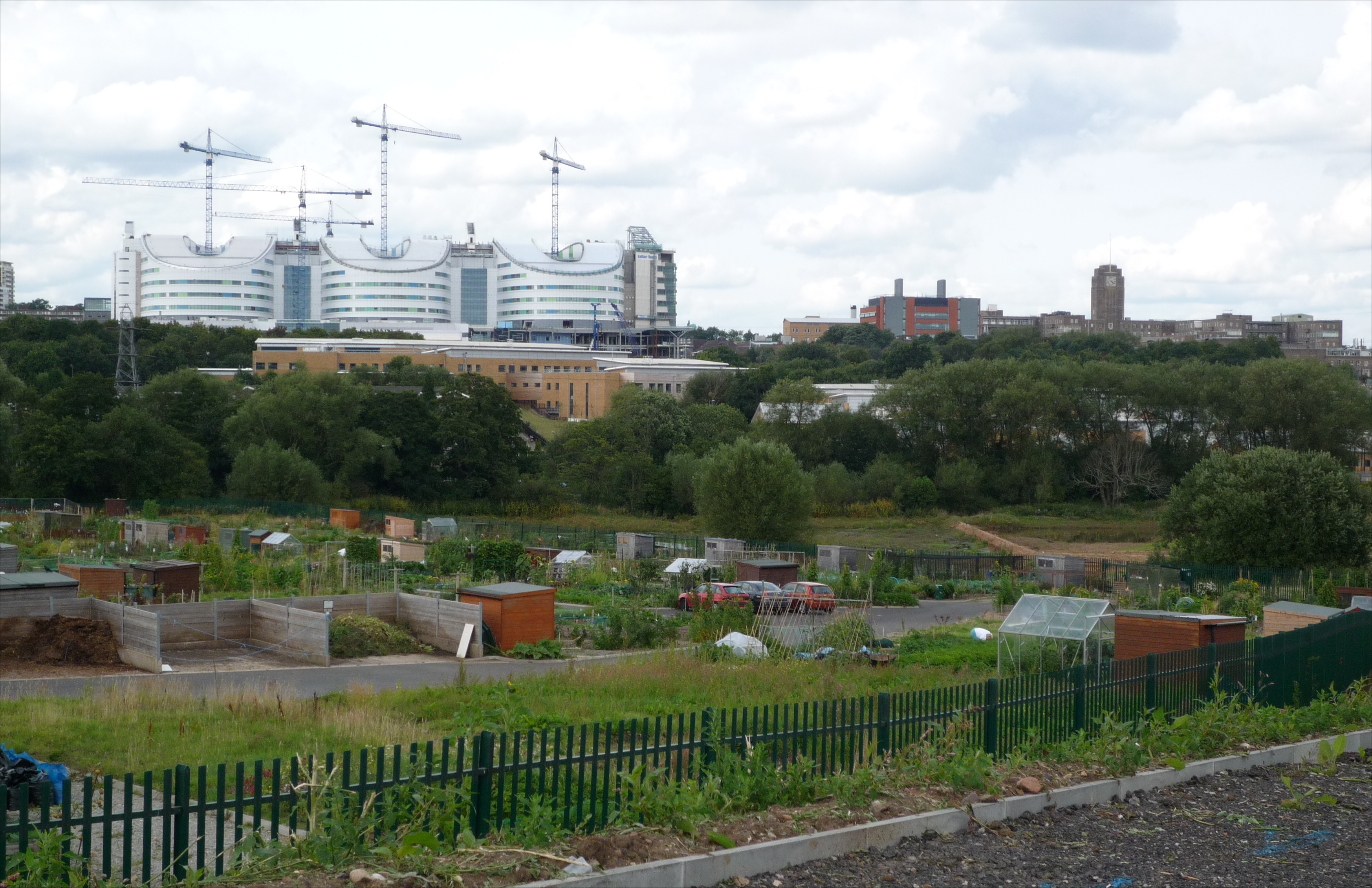
المستشفى القديم (يمين) المستشفى الجديد (يسار)